# VirtualDynamics
Virtual Dynamics es el nombre de un algoritmo creado en 1988 por Javier Montenegro Joo (JMJ), para la simulación computacional de la Agregación Estocástica de Partículas en Difusión, Simulaciones del tipo Diffusion Limited Aggregation, DLA (Tesis de Licenciatura en Física, Universidad de San Marcos, UNMSM). (ref. Selective-Dynamics-Releasing-Frame, Revista de Investigación de Física, Vol 17(1-2), 2004). Además "VirtualDynamics" es una marca registrada por la Palatinus Development Foundation.

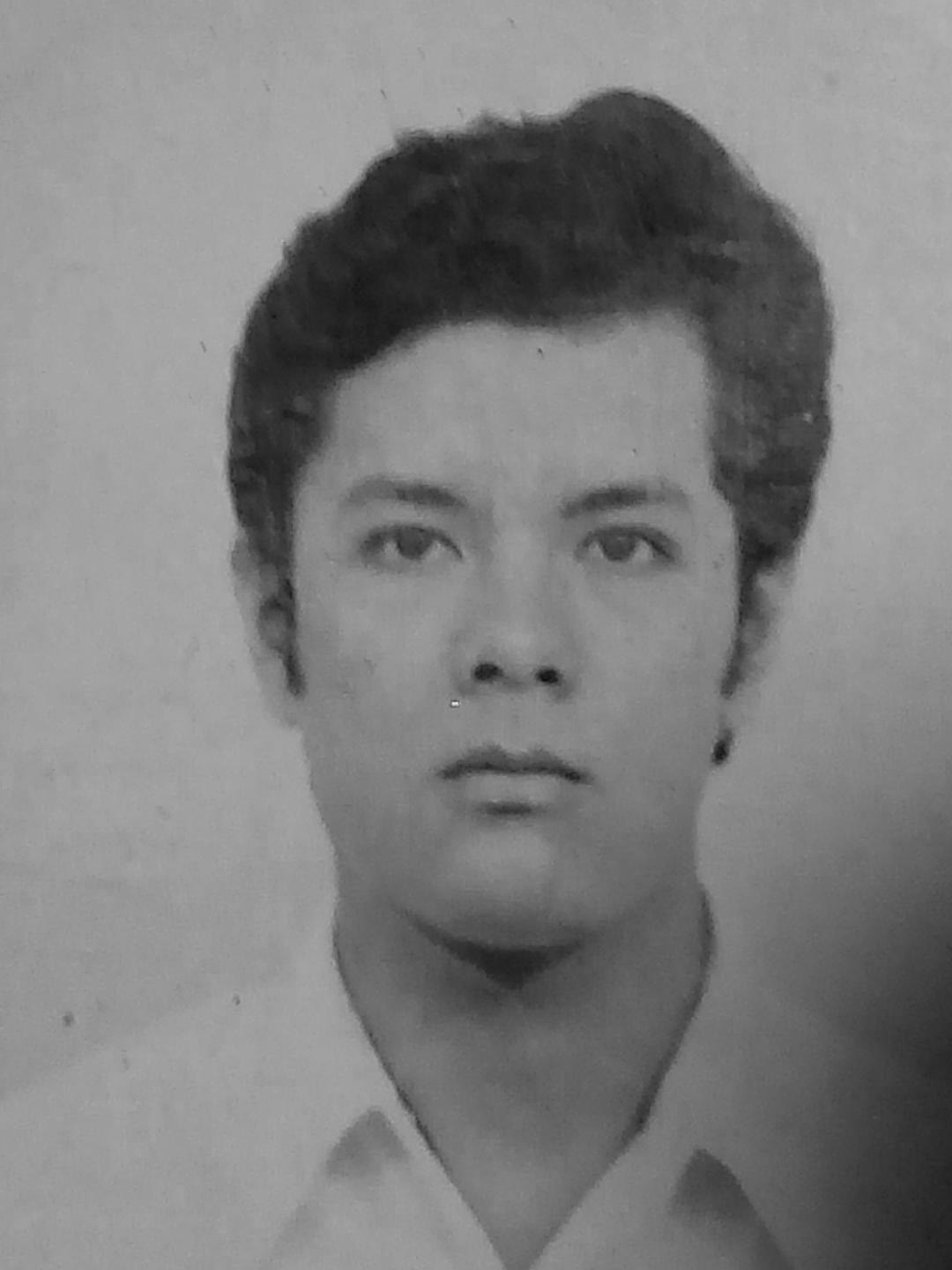

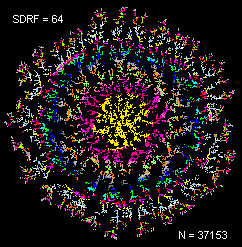
Stochastic aggregate developed with the selective-dynamics-releasing-frame (SDRF) algorithm devised by JMJ. The colors of the particles in the aggregate represent the order of arrival of the diffusing particles, notice that particles can not enter the aggregate and, that the final object has a fractal structure. The aggregate shown includes more than 37000 particles.

Montenegro Joo quien se especializó en Física Computacional y Simulacional en The Ohio University  (USA), ha desarrollado software para Simulación de Caos en Sistemas no lineales (ref. Variety and Finiteness of Chaotic Events in the NLDF Oscillator. Chaos and Complexity letters 10(1), 2016), Percolación, Cellular Automata, etc.; ha trabajado en Pattern Recognition utilizando Redes de Neuronas cuya arquitectura es desarrollada mediante Algoritmos Genéticos; es creador del Physics Virtual Lab (PVL), un EduVirtualLab usado en muchas universidades del mundo como soporte para la enseñanza de la Física.    
JMJ, creador del algoritmo de VirtualDynamics ha investigado también en Dinámica no-lineal y Caos, especialmente en el oscilador no-lineal, amortiguado y forzado (NLDFO), el cual puede considerarse como la fuente más rica de información sobre caos en sistemas físicos, pues aplicando un poco de (teoría de) perturbación a la ecuación diferencial del NLDFO, se puede fácilmente apreciar la reacción el sistema, lo cual permite extraer mucha información de este oscilador.      

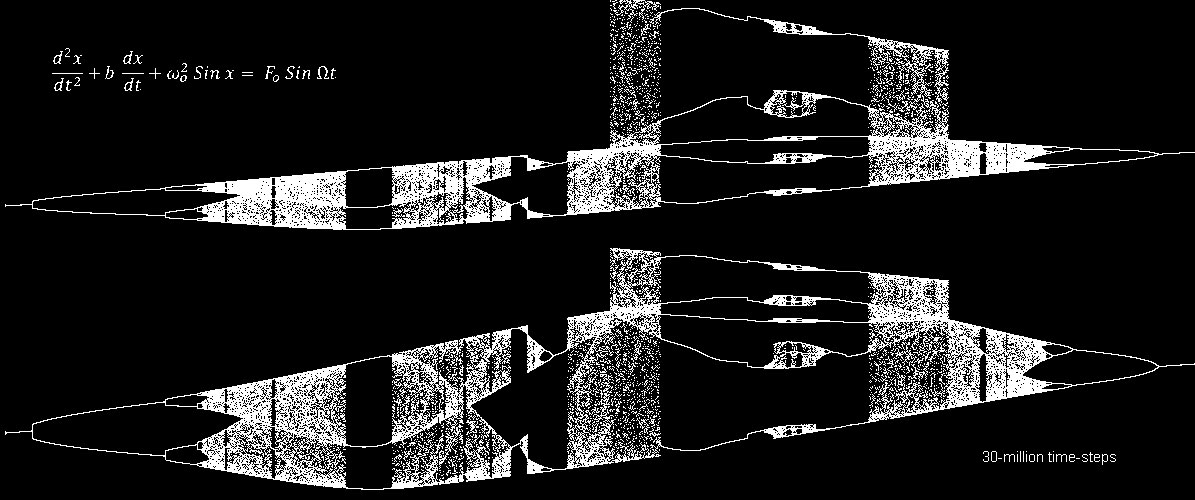
Cascada de bifurcaciones obtenida mediante simulación computarizada del oscilador no lineal amortiguado y forzado (NLDFO), a lo largo de 30 millones de time-steps. Pueden apreciarse regiones de relativa tranquilidad y de violento caos. Lo interesante es que se ha encontrado orden aun en las zonas de violento caos.